# Club Social y Deportivo San José
O Club Social y Deportivo San José é um clube poliesportivo argentino da cidade de San José (Entre Ríos) com destaque para o voleibol feminino  que disputa a elite nacional, basquetebol e futebol.

## Histórico
O clube originou-se com a fundação do Club Atlético San José em 28 de maio de 1920, tendo como presidente o Dr. Laurindo Rocha. O campo esportivo estava localizado na Rua Mitre, 2200, cujas cores originais que distinguiam o clube eram o amarelo e o preto com listras verticais, e posteriormente mudaram para vermelho e branco, com o mesmo estilo do anterior.
Em 20 de novembro de 1944, veio a unificação com o “Lawn Tennis”, instituição que tinha sua quadra onde atualmente funciona a Obra Sanitária Municipal. As cores da camisa eram verde garrafa e as calças eram brancas. A fusão destas duas instituições deu origem aoClub Social y Deportivo San José, e mais adiante juntou-se o Club de Ajedrez, que era um grupo de fãs desse esporte.
Entre as modalidades do clube  e destacam o basquete (masculino e feminino), o vôlei (masculino e feminino), o futebol (masculino e feminino) e a patinação em patins. O clube participa da Liga Federal de Basquete , da Liga Argentina de Voleibol Feminino e da Liga Departamental de Futebol Colón. É um dos únicos clubes de Entre Ríos que se sagrou campeão provincial de basquete, vôlei, futebol e bocha. Em 21 de abril de 2018, foi campeão da Liga Provincial de Basquete.
No vôlei feminino em 2023 fez sua décima primeira participação na elite nacional.

## Títulos conquistados
Voleibol Feminino
 0 Campeonato Sul-Americano de Clubes
 0 Campeonato Argentino A1
 0 Campeonato Argentino A2
 0Supercopa Argentina
 0 Copa Argentina